# Goesting (fictieve plaats)
Goesting is een fictieve plaats die voorkomt in het verhaal "De kwanten", geschreven door Marten Toonder in 1958 (onder andere verschenen in de bundel Verzin toch eens een list! van De Bezige Bij te Amsterdam in 1978).
Olivier B. Bommel verklaart: "Ik ga naar Goesting, omdat ik daar zin in heb." Toonder, die bekendstaat om zijn creatieve taal, gebruikt het ook op de Belgische wijze: de plaats Goesting is namelijk een plaats waar men al zijn wensen kan laten vervullen. Als er meerdere personen tegelijk zijn, levert dit echter problemen op door conflicterende wensen. Toonder benoemt dit laatste als "trammelant en tierelier".
De naam Goesting komt van een voornamelijk in Vlaanderen gebruikt woord. Het betekent zoveel als "zin", "lust" of "trek". (bijvoorbeeld "ik heb geen zin/goesting")